# Frank Bornemann
弗兰克·伯恩曼（德語：Frank Bornemann，1945年4月27日—）是一位德国吉他手和歌手，以前卫摇滚乐队Eloy的核心成员而闻名。他也是德国汉诺威霍鲁斯声音工作室（Horus Sound Studios）的创始人，并在那里工作至2014年。

## 生平
自1960年代初以来，弗兰克·伯恩曼便作为音乐家开始活跃起来。1969年，他创立了前卫摇滚乐队Eloy。作为Guano Apes乐队的发现者与制作人，他作为唱片制作人同样取得了成功。伯恩曼成立了音乐出版社和唱片公司“Artist Station”，并积极推动年轻艺术家的发展。在众多粉丝的要求下，弗兰克·伯恩曼在乐队中断十一年后，于1998年与Eloy发行了一张新的录音室专辑，并再次与乐队进行巡演。这对乐队成员来说是一个后勤上的挑战，因为他们都很忙碌且居住在德国各地（其中包括长期担任贝斯手的克劳斯-彼得·马齐奥尔（Klaus-Peter Matziol），他是彼得·里格音乐会经纪公司的全职董事总经理）。因此，这支乐队已不再像从前那样，所有成员都住在汉诺威或周边地区，可以每周见几次面进行排练。伯恩曼本人则轮流居住在汉诺威和法国。

## 霍鲁斯声音工作室
弗兰克·伯恩曼于1979年在汉诺威创立了霍鲁斯声音工作室。该工作室分为三个部分：Studio Enterprise 1、Record Place Studio 2 和 Livingroom Studio。整个工作室有三个接待室和两间公寓。包括Die Happy、Helloween、Revolverheld、Emil Bulls、Guano Apes以及...And You Will Know Us by the Trail of Dead在内的许多艺术家都曾在这个工作室录音。 伯恩曼于2014年初从该业务退休。此后，在该工作室拥有多年经验的制作人米尔科·霍夫曼（Mirko Hofmann）和阿恩·诺伊兰德（Arne Neurand）成为霍鲁斯的新共同所有者。Guano Apes的吉他手亨宁· Rümenapp（Henning Rümenapp）继续担任董事总经理及合伙人。

## 文学作品
- Matthias Blazek: 《下萨克森州乐队简编 1963-2003 - 来自下萨克森州的100个摇滚乐队的事实与数据》（Das niedersächsische Bandkompendium 1963–2003 – Daten und Fakten von 100 Rockgruppen aus Niedersachsen）。Celle，2006年，第 59–60页，ISBN 978-3-00-018947-0